# Сапуголи (село)
Сапуголи — село в Лаишевском районе Татарстана. Входит в состав Никольского сельского поселения.

## География
Находится в западной части Татарстана на расстоянии приблизительно 19 км по прямой на юг-юго-восток от Казани.

## История
Основано около 1557 года. В начале XX века действовала Казанско-Богородицкая церковь и земская школа. В советский период работали колхозы «Искра», «Спартак», совхозы «Комсомольский», «Столбищенский», «Волжский», позднее СПК «Волжское».

## Население
Постоянных жителей было: в 1646 — 184, в 1782 — 157 (душ мужского пола), в 1859 — 748, в 1897 и 1908 — по 1121, в 1920 — 1063, в 1926 — 1019, в 1949 — 592, в 1958 — 448, в 1970 — 323, в 1979 — 189, в 1989 — 52, в 2002 — 51 (русские 96 %), 39 — в 2010.